# Gisela Bornowski

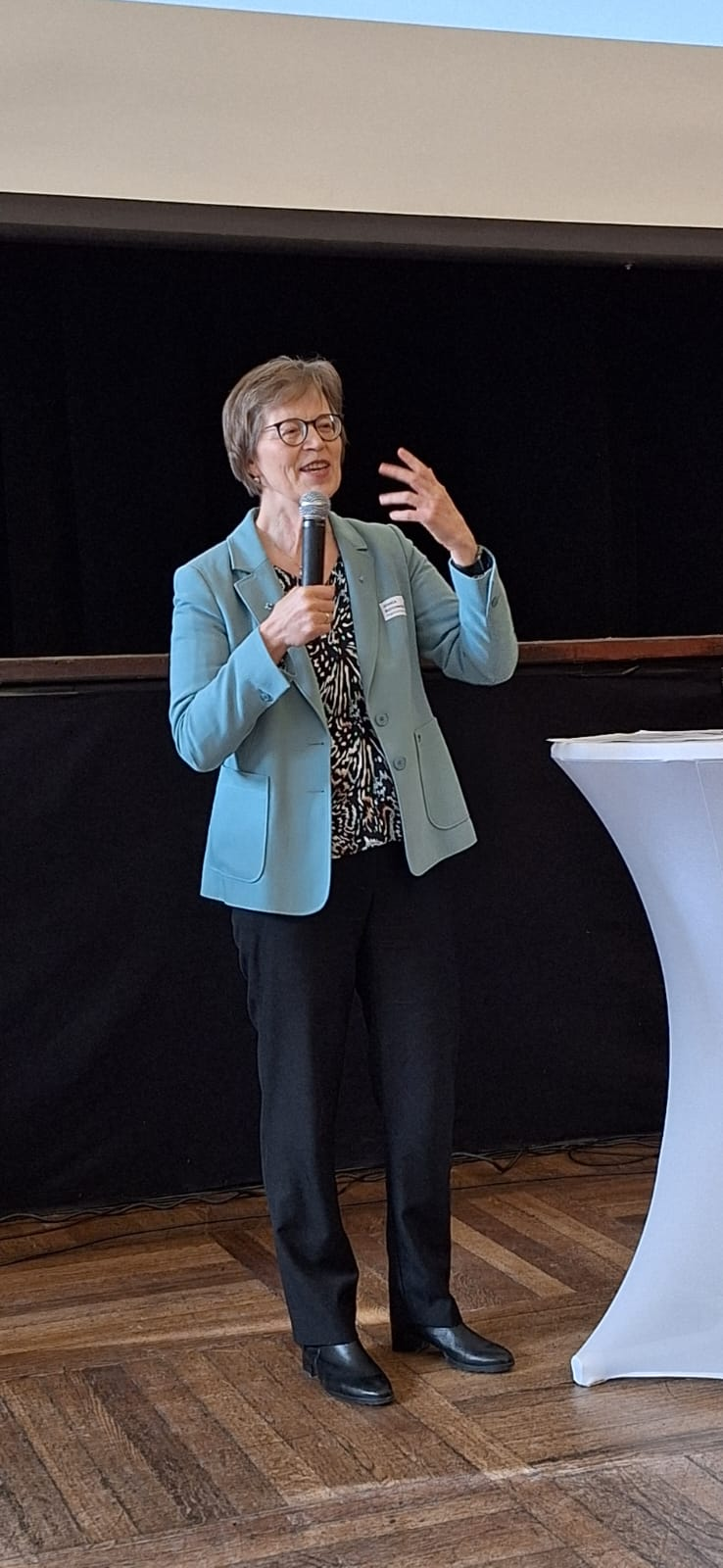
Regionalbischöfin Bornowski auf einer Veranstaltung in Schweinfurt im März 2024

Gisela Bornowski (geborene Büttner; * 21. Juni 1961 in Ansbach) ist eine deutsche evangelisch-lutherische Theologin und seit dem 1. März 2014 Regionalbischöfin des Kirchenkreises Ansbach-Würzburg.

## Leben
Bornowski wuchs im mittelfränkischen Obersulzbach auf. Ihr Vater war zunächst Braumeister der familiengeführten Brauerei Büttner und arbeitete nach deren Schließung 1970 als Bankkaufmann und Prokurist bei der Gewerbebank Ansbach. Bornowskis Mutter führte mehrere Jahrzehnte lang die Gaststätte Büttner auf dem Brauereigelände in Obersulzbach.
Nach dem Abitur am Platen-Gymnasium in Ansbach studierte Gisela Bornowski evangelische Theologie in Neuendettelsau und Heidelberg. Ihr Vikariat absolvierte sie von 1987 bis 1990 in Gollhofen im Dekanat Uffenheim. Ab 1990 war sie im Dekanat Dinkelsbühl als Pfarrerin in Obermichelbach und Untermichelbach, ab 1999 auch in Dorfkemmathen tätig. Im September 2002 wurde sie Dekanin im Dekanat Bad Windsheim.
Am 1. März 2014 trat Bornowski als Nachfolgerin von Christian Schmidt das Amt als Regionalbischöfin im Kirchenkreis Ansbach-Würzburg an und ist damit die erste Frau in dieser Funktion. Den Einführungsgottesdienst hielt der bayerische Landesbischof Heinrich Bedford-Strohm in der St.-Johannis-Kirche in Würzburg. Der Amtssitz der Regionalbischöfin ist Ansbach. In ihrer Funktion ist Bornowski Oberkirchenrätin und Mitglied der Landeskirchenleitung.
Im März 2025 gab die Landeskirche das Ende des Kirchenkreises Ansbach-Würzburg zum 1. Januar 2027 bekannt. Regionalbischöfin Bornowski wird zum 31. Dezember 2026 ihr Amt niederlegen, um einer Neustrukturierung Raum zu geben. Bis zum Frühjahr 2026 soll die neue Struktur für die drei fränkischen Kirchenkreise erarbeitet werden.
Bornowski ist verheiratet und hat drei Kinder. Sie ist seit 2022 Trägerin des Bayerischen Verdienstordens.

## Positionen
Nach dem Überfall der Hamas auf den Staat Israel am 7. Oktober 2023 sprach sich Bornowski für Solidarität mit Jüdinnen und Juden in Israel und in Deutschland aus. In ihrer Erklärung äußerte sie ihr Unverständnis darüber, dass nahezu zeitgleich mit dem Angriff Demonstrationen in Deutschland stattgefunden haben, „in denen zur Vernichtung des Staates Israel und seiner Bewohner aufgerufen wird“. Darin sehe sie keine bloße Kritik am Staat Israel, sondern Antisemitismus. „Gleichwohl sehnen wir uns nach einer politischen Lösung, der zufolge Israelis und Palästinenser ohne Gewalt nebeneinanderin Frieden leben können.“
Bei einer Würzburger Kundgebung für Vielfalt im März 2024 erklärte Bornowski, ihre evangelische Kirche verurteile "Hass und Hetze, Rassismus, Ausgrenzung und Antisemitismus". Mit Blick auf die anstehenden Kirchenvorstandswahlen sagte sie: "Ein Mandat bei der AfD und ein Mandat in einem Kirchenvorstand sind für mich nicht miteinander vereinbar (...) Gute, zukunftsfähige Politik ist das beste Mittel gegen radikale Strömungen."
Als die unterfränkische Lokalzeitung Mainpost im Mai 2025 Bornowski nach ihren Erwartungen und Hoffnungen im Blick auf den neuen Papst Leo XIV. befragte, antwortete sie: „Ich wünsche mir, dass der neue Papst die Reformbestrebungen in der katholischen Kirche zulässt und befördert, dass er auch die ökumenischen Bemühungen um die Einheit der Kirche in versöhnter Verschiedenheit unterstützt.“ Für die Stellung der Frauen hoffe sie auf weiterführende Impulse, damit diese „gleichberechtigt ihre Kirche mitgestalten können“.